# Liste des planètes mineures non numérotées découvertes en juillet 2020
Pour un article plus général, voir Liste des planètes mineures non numérotées découvertes en 2020.
Pour un article plus général, voir Liste des planètes mineures.
Cet article dresse la liste des planètes mineures (astéroïdes, centaures, objets transneptuniens et assimilés) non numérotées découvertes en juillet 2020 dans l'ordre de leur découverte.
Au 15 janvier 2025, 661 077 des 1 434 993 planètes mineures répertoriées par le Centre des planètes mineures ne sont pas encore numérotées, soit 46,07 %.

## Rappel concernant la désignation provisoire
La désignation provisoire indique l'ordre de découverte de ces objets. En effet, cette désignation est composée de l'année de découverte (par exemple 2020) suivie de la quinzaine (demi-mois) de découverte (p.e. A = 1-15 janvier) puis de l'ordre de découverte dans cette quinzaine. Cet ordre est indiqué par une lettre et éventuellement un chiffre comme suit : A pour la première découverte, B pour la deuxième, ..., Z pour la 25e (le I n'est pas utilisé pour éviter la confusion avec 1), A1 pour la 26e, B1 pour la 27e, etc. , Z1 pour la 50e, A2 pour la 51e, B2 pour la 52e, etc. L'ordre de la numérotation ne suit donc pas l'ordre alphanumérique. 2020 AA1 suit ainsi 2020 AZ et précède 2020 AB1.

## Liste

### Du1erau 15 juillet 2020
- 2020 NA
- 2020 NB
- 2020 NC
- 2020 ND
- 2020 NE
- 2020 NF
- 2020 NG
- 2020 NH
- 2020 NJ
- 2020 NK
- 2020 NL
- 2020 NM
- 2020 NN
- 2020 NO
- 2020 NP
- 2020 NQ
- 2020 NR
- 2020 NS
- 2020 NU
- 2020 NV
- 2020 NY
- 2020 NZ
- 2020 NA1
- 2020 NB1
- 2020 NC1
- 2020 ND1
- 2020 NE1
- 2020 NF1
- 2020 NG1
- 2020 NH1
- 2020 NJ1
- 2020 NK1
- 2020 NL1
- 2020 NM1
- 2020 NN1
- 2020 NP1
- 2020 NQ1
- 2020 NS1
- 2020 NT1
- 2020 NV1
- 2020 NW1
- 2020 NX1
- 2020 NZ1
- 2020 NA2
- 2020 NB2
- 2020 NC2
- 2020 ND2
- 2020 NE2
- 2020 NF2
- 2020 NG2
- 2020 NH2
- 2020 NK2
- 2020 NL2
- 2020 NM2
- 2020 NN2
- 2020 NO2
- 2020 NP2
- 2020 NQ2
- 2020 NS2
- 2020 NT2
- 2020 NU2
- 2020 NV2
- 2020 NW2
- 2020 NX2
- 2020 NY2
- 2020 NZ2
- 2020 NA3
- 2020 NB3
- 2020 NC3
- 2020 ND3
- 2020 NE3
- 2020 NG3
- 2020 NH3
- 2020 NJ3
- 2020 NK3
- 2020 NL3
- 2020 NM3
- 2020 NN3
- 2020 NP3
- 2020 NQ3
- 2020 NS3
- 2020 NT3
- 2020 NU3
- 2020 NV3
- 2020 NW3
- 2020 NX3
- 2020 NY3
- 2020 NZ3
- 2020 NB4
- 2020 NC4
- 2020 NE4
- 2020 NF4
- 2020 NG4
- 2020 NH4
- 2020 NJ4
- 2020 NK4
- 2020 NL4
- 2020 NM4
- 2020 NN4
- 2020 NO4
- 2020 NP4
- 2020 NQ4
- 2020 NR4
- 2020 NS4
- 2020 NT4
- 2020 NU4
- 2020 NV4
- 2020 NW4
- 2020 NX4
- 2020 NY4
- 2020 NZ4
- 2020 NA5
- 2020 NB5
- 2020 NC5
- 2020 ND5
- 2020 NE5
- 2020 NF5
- 2020 NG5
- 2020 NH5
- 2020 NJ5
- 2020 NK5
- 2020 NL5
- 2020 NM5
- 2020 NN5
- 2020 NO5
- 2020 NP5
- 2020 NQ5
- 2020 NR5
- 2020 NT5
- 2020 NU5
- 2020 NV5
- 2020 NW5
- 2020 NY5
- 2020 NZ5
- 2020 NA6
- 2020 NB6
- 2020 NC6
- 2020 ND6
- 2020 NE6
- 2020 NF6
- 2020 NG6
- 2020 NH6
- 2020 NJ6
- 2020 NK6
- 2020 NL6
- 2020 NM6
- 2020 NN6
- 2020 NO6
- 2020 NP6
- 2020 NQ6
- 2020 NR6
- 2020 NT6
- 2020 NV6
- 2020 NX6
- 2020 NY6
- 2020 NZ6
- 2020 NA7
- 2020 NB7
- 2020 NC7
- 2020 ND7
- 2020 NF7
- 2020 NG7
- 2020 NJ7
- 2020 NK7
- 2020 NL7
- 2020 NM7
- 2020 NN7
- 2020 NO7
- 2020 NP7
- 2020 NQ7
- 2020 NR7
- 2020 NS7
- 2020 NT7
- 2020 NW7
- 2020 NX7
- 2020 NY7
- 2020 NZ7
- 2020 NA8
- 2020 NB8
- 2020 NC8
- 2020 ND8
- 2020 NE8
- 2020 NF8
- 2020 NG8
- 2020 NH8
- 2020 NJ8
- 2020 NK8
- 2020 NL8
- 2020 NM8
- 2020 NN8
- 2020 NO8
- 2020 NP8
- 2020 NQ8
- 2020 NR8
- 2020 NS8
- 2020 NT8
- 2020 NU8
- 2020 NV8
- 2020 NW8
- 2020 NX8
- 2020 NY8
- 2020 NZ8
- 2020 NB9
- 2020 NC9

### Du 16 au 31 juillet 2020
- 2020 OB
- 2020 OC
- 2020 OD
- 2020 OE
- 2020 OF
- 2020 OG
- 2020 OH
- 2020 OJ
- 2020 OK
- 2020 OL
- 2020 OM
- 2020 ON
- 2020 OO
- 2020 OP
- 2020 OQ
- 2020 OR
- 2020 OT
- 2020 OU
- 2020 OV
- 2020 OW
- 2020 OX
- 2020 OY
- 2020 OZ
- 2020 OA1
- 2020 OB1
- 2020 OC1
- 2020 OD1
- 2020 OE1
- 2020 OF1
- 2020 OG1
- 2020 OH1
- 2020 OJ1
- 2020 OK1
- 2020 OL1
- 2020 OM1
- 2020 ON1
- 2020 OO1
- 2020 OP1
- 2020 OQ1
- 2020 OR1
- 2020 OT1
- 2020 OV1
- 2020 OX1
- 2020 OY1
- 2020 OZ1
- 2020 OA2
- 2020 OB2
- 2020 OC2
- 2020 OD2
- 2020 OE2
- 2020 OF2
- 2020 OG2
- 2020 OH2
- 2020 OJ2
- 2020 OK2
- 2020 OL2
- 2020 OM2
- 2020 ON2
- 2020 OO2
- 2020 OP2
- 2020 OQ2
- 2020 OR2
- 2020 OS2
- 2020 OU2
- 2020 OV2
- 2020 OX2
- 2020 OZ2
- 2020 OA3
- 2020 OB3
- 2020 OC3
- 2020 OD3
- 2020 OE3
- 2020 OF3
- 2020 OG3
- 2020 OH3
- 2020 OJ3
- 2020 OK3
- 2020 OM3
- 2020 ON3
- 2020 OO3
- 2020 OP3
- 2020 OQ3
- 2020 OR3
- 2020 OS3
- 2020 OT3
- 2020 OU3
- 2020 OV3
- 2020 OW3
- 2020 OX3
- 2020 OY3
- 2020 OZ3
- 2020 OA4
- 2020 OB4
- 2020 OC4
- 2020 OE4
- 2020 OF4
- 2020 OH4
- 2020 OJ4
- 2020 OK4
- 2020 OL4
- 2020 OM4
- 2020 ON4
- 2020 OO4
- 2020 OP4
- 2020 OQ4
- 2020 OR4
- 2020 OS4
- 2020 OT4
- 2020 OV4
- 2020 OW4
- 2020 OX4
- 2020 OY4
- 2020 OZ4
- 2020 OA5
- 2020 OB5
- 2020 OD5
- 2020 OE5
- 2020 OF5
- 2020 OH5
- 2020 OJ5
- 2020 OK5
- 2020 OL5
- 2020 OM5
- 2020 ON5
- 2020 OO5
- 2020 OP5
- 2020 OQ5
- 2020 OR5
- 2020 OS5
- 2020 OT5
- 2020 OU5
- 2020 OV5
- 2020 OW5
- 2020 OX5
- 2020 OY5
- 2020 OZ5
- 2020 OA6
- 2020 OC6
- 2020 OD6
- 2020 OE6
- 2020 OF6
- 2020 OG6
- 2020 OH6
- 2020 OK6
- 2020 OL6
- 2020 OM6
- 2020 ON6
- 2020 OP6
- 2020 OQ6
- 2020 OR6
- 2020 OS6
- 2020 OT6
- 2020 OV6
- 2020 OW6
- 2020 OX6
- 2020 OY6
- 2020 OB7
- 2020 OC7
- 2020 OE7
- 2020 OF7
- 2020 OG7
- 2020 OH7
- 2020 OJ7
- 2020 OK7
- 2020 OL7
- 2020 OM7
- 2020 OO7
- 2020 OP7
- 2020 OR7
- 2020 OS7
- 2020 OT7
- 2020 OU7
- 2020 OV7
- 2020 OX7
- 2020 OY7
- 2020 OZ7
- 2020 OA8
- 2020 OB8
- 2020 OC8
- 2020 OE8
- 2020 OF8
- 2020 OG8
- 2020 OH8
- 2020 OJ8
- 2020 OK8
- 2020 OL8
- 2020 OM8
- 2020 ON8
- 2020 OO8
- 2020 OP8
- 2020 OR8
- 2020 OS8
- 2020 OW8
- 2020 OX8
- 2020 OY8
- 2020 OA9
- 2020 OC9
- 2020 OE9
- 2020 OF9
- 2020 OG9
- 2020 OJ9
- 2020 OK9
- 2020 OL9
- 2020 ON9
- 2020 OO9
- 2020 OP9
- 2020 OS9
- 2020 OT9
- 2020 OV9
- 2020 OZ9
- 2020 OB10
- 2020 OC10
- 2020 OD10
- 2020 OF10
- 2020 OH10
- 2020 OJ10
- 2020 OK10
- 2020 OM10
- 2020 ON10
- 2020 OQ10
- 2020 OU10
- 2020 OW10
- 2020 OX10
- 2020 OZ10
- 2020 OB11
- 2020 OC11
- 2020 OE11
- 2020 OF11
- 2020 OG11
- 2020 OH11
- 2020 OJ11
- 2020 OK11
- 2020 OL11
- 2020 OM11
- 2020 OO11
- 2020 OP11
- 2020 OQ11
- 2020 OR11
- 2020 OS11
- 2020 OT11
- 2020 OU11
- 2020 OW11
- 2020 OX11
- 2020 OY11
- 2020 OZ11
- 2020 OB12
- 2020 OC12
- 2020 OD12
- 2020 OE12
- 2020 OF12
- 2020 OG12
- 2020 OH12
- 2020 OJ12
- 2020 OK12
- 2020 OL12
- 2020 OM12
- 2020 ON12
- 2020 OO12
- 2020 OP12
- 2020 OQ12
- 2020 OT12
- 2020 OU12
- 2020 OV12
- 2020 OW12
- 2020 OX12
- 2020 OY12
- 2020 OZ12
- 2020 OC13
- 2020 OD13
- 2020 OE13
- 2020 OF13
- 2020 OG13
- 2020 OH13
- 2020 OJ13
- 2020 OM13
- 2020 ON13
- 2020 OP13
- 2020 OQ13
- 2020 OR13
- 2020 OS13
- 2020 OU13
- 2020 OW13
- 2020 OX13
- 2020 OZ13
- 2020 OC14
- 2020 OD14
- 2020 OG14
- 2020 OJ14
- 2020 OK14
- 2020 OL14
- 2020 OM14
- 2020 ON14
- 2020 OO14
- 2020 OP14
- 2020 OQ14
- 2020 OR14
- 2020 OT14
- 2020 OU14
- 2020 OV14
- 2020 OW14
- 2020 OX14
- 2020 OY14
- 2020 OZ14
- 2020 OB15
- 2020 OC15
- 2020 OD15
- 2020 OE15
- 2020 OF15
- 2020 OG15
- 2020 OH15
- 2020 OJ15
- 2020 OK15
- 2020 OL15
- 2020 OM15
- 2020 ON15
- 2020 OO15
- 2020 OP15
- 2020 OQ15
- 2020 OR15
- 2020 OS15
- 2020 OT15
- 2020 OU15
- 2020 OV15
- 2020 OW15
- 2020 OX15
- 2020 OY15
- 2020 OZ15
- 2020 OA16
- 2020 OB16
- 2020 OC16
- 2020 OD16
- 2020 OE16
- 2020 OF16
- 2020 OG16
- 2020 OH16
- 2020 OJ16
- 2020 OK16
- 2020 OL16
- 2020 OM16
- 2020 ON16
- 2020 OO16
- 2020 OP16
- 2020 OQ16
- 2020 OR16
- 2020 OS16
- 2020 OT16
- 2020 OU16
- 2020 OV16
- 2020 OW16
- 2020 OX16
- 2020 OY16
- 2020 OZ16
- 2020 OA17
- 2020 OB17
- 2020 OC17
- 2020 OE17
- 2020 OF17
- 2020 OG17
- 2020 OH17
- 2020 OJ17
- 2020 OK17
- 2020 OL17
- 2020 OM17
- 2020 ON17
- 2020 OO17
- 2020 OP17
- 2020 OQ17
- 2020 OR17
- 2020 OS17
- 2020 OT17
- 2020 OU17
- 2020 OV17
- 2020 OW17
- 2020 OX17
- 2020 OY17
- 2020 OZ17
- 2020 OA18
- 2020 OB18
- 2020 OC18
- 2020 OD18
- 2020 OE18
- 2020 OF18
- 2020 OG18
- 2020 OH18
- 2020 OJ18
- 2020 OK18
- 2020 OL18
- 2020 OM18
- 2020 ON18
- 2020 OO18
- 2020 OP18
- 2020 OQ18
- 2020 OR18
- 2020 OS18
- 2020 OT18
- 2020 OU18
- 2020 OV18
- 2020 OW18
- 2020 OX18
- 2020 OY18
- 2020 OZ18
- 2020 OA19
- 2020 OB19
- 2020 OC19
- 2020 OD19
- 2020 OE19
- 2020 OG19
- 2020 OH19
- 2020 OJ19
- 2020 OK19
- 2020 OL19
- 2020 OM19
- 2020 ON19
- 2020 OO19
- 2020 OP19
- 2020 OQ19
- 2020 OR19
- 2020 OS19
- 2020 OT19
- 2020 OU19
- 2020 OV19
- 2020 OW19
- 2020 OX19
- 2020 OY19
- 2020 OZ19
- 2020 OA20
- 2020 OB20
- 2020 OE20
- 2020 OF20
- 2020 OG20
- 2020 OJ20
- 2020 OK20
- 2020 OL20
- 2020 OM20
- 2020 ON20
- 2020 OO20
- 2020 OQ20
- 2020 OR20
- 2020 OS20
- 2020 OT20
- 2020 OU20
- 2020 OV20
- 2020 OW20
- 2020 OX20
- 2020 OY20
- 2020 OZ20
- 2020 OB21
- 2020 OC21
- 2020 OD21
- 2020 OE21
- 2020 OF21
- 2020 OG21
- 2020 OH21
- 2020 OJ21
- 2020 OK21
- 2020 OL21
- 2020 OM21
- 2020 ON21
- 2020 OP21
- 2020 OQ21
- 2020 OR21
- 2020 OT21
- 2020 OU21
- 2020 OV21
- 2020 OW21
- 2020 OX21
- 2020 OY21
- 2020 OZ21
- 2020 OA22
- 2020 OB22
- 2020 OC22
- 2020 OD22
- 2020 OE22
- 2020 OF22
- 2020 OG22
- 2020 OH22
- 2020 OJ22
- 2020 OK22
- 2020 OL22
- 2020 ON22
- 2020 OO22
- 2020 OP22
- 2020 OQ22
- 2020 OR22
- 2020 OT22
- 2020 OU22
- 2020 OV22
- 2020 OW22
- 2020 OX22
- 2020 OY22
- 2020 OZ22
- 2020 OA23
- 2020 OB23
- 2020 OC23
- 2020 OD23
- 2020 OE23
- 2020 OF23
- 2020 OG23
- 2020 OH23
- 2020 OJ23
- 2020 OK23
- 2020 OL23
- 2020 OM23
- 2020 ON23
- 2020 OO23
- 2020 OP23
- 2020 OQ23
- 2020 OR23
- 2020 OS23
- 2020 OT23
- 2020 OU23
- 2020 OV23
- 2020 OW23
- 2020 OX23
- 2020 OY23
- 2020 OZ23
- 2020 OA24
- 2020 OB24
- 2020 OC24
- 2020 OD24
- 2020 OE24
- 2020 OF24
- 2020 OG24
- 2020 OH24
- 2020 OJ24
- 2020 OK24
- 2020 OL24
- 2020 OM24
- 2020 ON24
- 2020 OO24
- 2020 OP24
- 2020 OQ24
- 2020 OR24
- 2020 OS24
- 2020 OT24
- 2020 OU24
- 2020 OV24
- 2020 OW24
- 2020 OX24
- 2020 OY24
- 2020 OZ24
- 2020 OA25
- 2020 OB25
- 2020 OC25
- 2020 OD25
- 2020 OE25
- 2020 OF25
- 2020 OG25
- 2020 OH25
- 2020 OJ25
- 2020 OK25
- 2020 OL25
- 2020 ON25
- 2020 OO25
- 2020 OP25
- 2020 OQ25
- 2020 OR25
- 2020 OS25
- 2020 OT25
- 2020 OU25
- 2020 OW25
- 2020 OZ25
- 2020 OA26
- 2020 OB26
- 2020 OC26
- 2020 OD26
- 2020 OE26
- 2020 OF26
- 2020 OG26
- 2020 OH26
- 2020 OJ26
- 2020 OK26
- 2020 OL26
- 2020 OM26
- 2020 ON26
- 2020 OP26
- 2020 OQ26
- 2020 OR26
- 2020 OT26
- 2020 OU26
- 2020 OV26
- 2020 OW26
- 2020 OX26
- 2020 OY26
- 2020 OZ26
- 2020 OA27
- 2020 OB27
- 2020 OC27
- 2020 OE27
- 2020 OF27
- 2020 OG27
- 2020 OH27
- 2020 OJ27
- 2020 OL27
- 2020 OM27
- 2020 ON27
- 2020 OO27
- 2020 OP27
- 2020 OQ27
- 2020 OR27
- 2020 OS27
- 2020 OU27
- 2020 OV27
- 2020 OX27
- 2020 OY27
- 2020 OZ27
- 2020 OA28
- 2020 OB28
- 2020 OC28
- 2020 OD28
- 2020 OE28
- 2020 OF28
- 2020 OG28
- 2020 OH28
- 2020 OJ28
- 2020 OK28
- 2020 OL28
- 2020 OM28
- 2020 ON28
- 2020 OO28
- 2020 OP28
- 2020 OQ28
- 2020 OR28
- 2020 OS28
- 2020 OT28
- 2020 OU28
- 2020 OV28
- 2020 OW28
- 2020 OX28
- 2020 OZ28
- 2020 OA29
- 2020 OB29
- 2020 OC29
- 2020 OD29
- 2020 OE29
- 2020 OF29
- 2020 OH29
- 2020 ON29
- 2020 OO29
- 2020 OP29
- 2020 OQ29
- 2020 OR29
- 2020 OS29
- 2020 OT29
- 2020 OU29
- 2020 OX29
- 2020 OD30
- 2020 OE30
- 2020 OJ30
- 2020 OK30
- 2020 OO30
- 2020 OP30
- 2020 OQ30
- 2020 OR30
- 2020 OS30
- 2020 OT30
- 2020 OU30
- 2020 OX30
- 2020 OY30
- 2020 OZ30
- 2020 OA31
- 2020 OB31
- 2020 OC31
- 2020 OD31
- 2020 OE31
- 2020 OG31
- 2020 OJ31
- 2020 OK31
- 2020 OL31
- 2020 OM31
- 2020 OO31
- 2020 OP31
- 2020 OQ31
- 2020 OR31
- 2020 OS31
- 2020 OT31
- 2020 OV31
- 2020 OW31
- 2020 OX31
- 2020 OY31
- 2020 OB32
- 2020 OC32
- 2020 OD32
- 2020 OE32
- 2020 OF32
- 2020 OH32
- 2020 OJ32
- 2020 OK32
- 2020 OL32
- 2020 OM32
- 2020 ON32
- 2020 OP32
- 2020 OQ32
- 2020 OR32
- 2020 OS32
- 2020 OU32
- 2020 OV32
- 2020 OW32
- 2020 OX32
- 2020 OY32
- 2020 OZ32
- 2020 OA33
- 2020 OB33
- 2020 OC33
- 2020 OE33
- 2020 OG33
- 2020 OH33
- 2020 OK33
- 2020 OL33
- 2020 OM33
- 2020 ON33
- 2020 OO33
- 2020 OP33
- 2020 OQ33
- 2020 OR33
- 2020 OS33
- 2020 OT33
- 2020 OU33
- 2020 OV33
- 2020 OW33
- 2020 OX33
- 2020 OY33
- 2020 OZ33
- 2020 OA34
- 2020 OB34
- 2020 OC34
- 2020 OD34
- 2020 OE34
- 2020 OF34
- 2020 OG34
- 2020 OH34
- 2020 OJ34
- 2020 OK34
- 2020 OM34
- 2020 OO34
- 2020 OP34
- 2020 OQ34
- 2020 OR34
- 2020 OS34
- 2020 OT34
- 2020 OU34
- 2020 OV34
- 2020 OW34
- 2020 OY34
- 2020 OZ34
- 2020 OA35
- 2020 OB35
- 2020 OC35
- 2020 OD35
- 2020 OF35
- 2020 OH35
- 2020 OJ35
- 2020 OL35
- 2020 OM35
- 2020 ON35
- 2020 OO35
- 2020 OQ35
- 2020 OR35
- 2020 OS35
- 2020 OT35
- 2020 OV35
- 2020 OW35
- 2020 OX35
- 2020 OZ35
- 2020 OA36
- 2020 OB36
- 2020 OC36
- 2020 OD36
- 2020 OE36
- 2020 OF36
- 2020 OG36
- 2020 OK36
- 2020 OL36
- 2020 OM36
- 2020 ON36
- 2020 OQ36
- 2020 OR36
- 2020 OS36
- 2020 OT36
- 2020 OU36
- 2020 OV36
- 2020 OW36
- 2020 OX36
- 2020 OY36
- 2020 OZ36
- 2020 OA37
- 2020 OB37
- 2020 OC37
- 2020 OD37
- 2020 OE37
- 2020 OF37
- 2020 OG37
- 2020 OH37
- 2020 OK37
- 2020 OL37
- 2020 OM37
- 2020 OO37
- 2020 OP37
- 2020 OQ37
- 2020 OR37
- 2020 OS37
- 2020 OT37
- 2020 OV37
- 2020 OX37
- 2020 OY37
- 2020 OZ37
- 2020 OA38
- 2020 OB38
- 2020 OC38
- 2020 OD38
- 2020 OE38
- 2020 OF38
- 2020 OG38
- 2020 OH38
- 2020 OJ38
- 2020 OK38
- 2020 OM38
- 2020 ON38
- 2020 OP38
- 2020 OQ38
- 2020 OR38
- 2020 OS38
- 2020 OT38
- 2020 OU38
- 2020 OV38
- 2020 OW38
- 2020 OX38
- 2020 OY38
- 2020 OZ38
- 2020 OA39
- 2020 OB39
- 2020 OD39
- 2020 OE39
- 2020 OF39
- 2020 OG39
- 2020 OJ39
- 2020 OL39
- 2020 OM39
- 2020 ON39
- 2020 OO39
- 2020 OP39
- 2020 OQ39
- 2020 OS39
- 2020 OT39
- 2020 OV39
- 2020 OW39
- 2020 OX39
- 2020 OY39
- 2020 OZ39
- 2020 OA40
- 2020 OB40
- 2020 OC40
- 2020 OD40
- 2020 OE40
- 2020 OF40
- 2020 OG40
- 2020 OH40
- 2020 OJ40
- 2020 OL40
- 2020 OM40
- 2020 ON40
- 2020 OO40
- 2020 OP40
- 2020 OQ40
- 2020 OR40
- 2020 OU40
- 2020 OV40
- 2020 OW40
- 2020 OX40
- 2020 OY40
- 2020 OZ40
- 2020 OA41
- 2020 OB41
- 2020 OD41
- 2020 OE41
- 2020 OF41
- 2020 OG41
- 2020 OH41
- 2020 OK41
- 2020 OL41
- 2020 OM41
- 2020 ON41
- 2020 OO41
- 2020 OP41
- 2020 OQ41
- 2020 OR41
- 2020 OS41
- 2020 OT41
- 2020 OV41
- 2020 OW41
- 2020 OX41
- 2020 OY41
- 2020 OZ41
- 2020 OA42
- 2020 OB42
- 2020 OC42
- 2020 OD42
- 2020 OE42
- 2020 OF42
- 2020 OJ42
- 2020 OL42
- 2020 OM42
- 2020 ON42
- 2020 OO42
- 2020 OS42
- 2020 OT42
- 2020 OU42
- 2020 OV42
- 2020 OW42
- 2020 OX42
- 2020 OY42
- 2020 OZ42
- 2020 OC43
- 2020 OD43
- 2020 OE43
- 2020 OG43
- 2020 OH43
- 2020 OK43
- 2020 OL43
- 2020 OM43
- 2020 ON43
- 2020 OO43
- 2020 OP43
- 2020 OQ43
- 2020 OR43
- 2020 OS43
- 2020 OT43
- 2020 OY43
- 2020 OA44
- 2020 OC44
- 2020 OD44
- 2020 OE44
- 2020 OF44
- 2020 OG44
- 2020 OH44
- 2020 OJ44
- 2020 OK44
- 2020 OL44
- 2020 OM44
- 2020 ON44
- 2020 OO44
- 2020 OP44
- 2020 OQ44
- 2020 OR44
- 2020 OS44
- 2020 OV44
- 2020 OW44
- 2020 OX44
- 2020 OY44
- 2020 OZ44
- 2020 OA45
- 2020 OC45
- 2020 OD45
- 2020 OE45
- 2020 OF45
- 2020 OG45
- 2020 OH45
- 2020 OJ45
- 2020 OK45
- 2020 OM45
- 2020 ON45
- 2020 OO45
- 2020 OP45
- 2020 OQ45
- 2020 OR45
- 2020 OS45
- 2020 OT45
- 2020 OV45
- 2020 OW45
- 2020 OX45
- 2020 OY45
- 2020 OZ45
- 2020 OA46
- 2020 OB46
- 2020 OC46
- 2020 OD46
- 2020 OE46
- 2020 OF46
- 2020 OG46
- 2020 OH46
- 2020 OJ46
- 2020 OK46
- 2020 OL46
- 2020 OM46
- 2020 ON46
- 2020 OO46
- 2020 OP46
- 2020 OQ46
- 2020 OR46
- 2020 OT46
- 2020 OU46
- 2020 OV46
- 2020 OW46
- 2020 OX46
- 2020 OY46
- 2020 OZ46
- 2020 OA47
- 2020 OB47
- 2020 OC47
- 2020 OD47
- 2020 OE47
- 2020 OF47
- 2020 OG47
- 2020 OH47
- 2020 OJ47
- 2020 OK47
- 2020 OL47
- 2020 OM47
- 2020 ON47
- 2020 OO47
- 2020 OP47
- 2020 OQ47
- 2020 OR47
- 2020 OS47
- 2020 OT47
- 2020 OU47
- 2020 OV47
- 2020 OW47
- 2020 OY47
- 2020 OZ47
- 2020 OA48
- 2020 OB48
- 2020 OC48
- 2020 OD48
- 2020 OE48
- 2020 OF48
- 2020 OG48
- 2020 OH48
- 2020 OJ48
- 2020 OK48
- 2020 OL48
- 2020 ON48
- 2020 OO48
- 2020 OQ48
- 2020 OR48
- 2020 OS48
- 2020 OT48
- 2020 OU48
- 2020 OW48
- 2020 OX48
- 2020 OY48
- 2020 OZ48
- 2020 OA49
- 2020 OB49
- 2020 OC49
- 2020 OD49
- 2020 OE49
- 2020 OG49
- 2020 OH49
- 2020 OJ49
- 2020 OK49
- 2020 OL49
- 2020 OM49
- 2020 ON49
- 2020 OO49
- 2020 OP49
- 2020 OQ49
- 2020 OR49
- 2020 OS49
- 2020 OT49
- 2020 OU49
- 2020 OV49
- 2020 OW49
- 2020 OX49
- 2020 OY49
- 2020 OZ49
- 2020 OA50
- 2020 OB50
- 2020 OC50
- 2020 OD50
- 2020 OE50
- 2020 OF50
- 2020 OG50
- 2020 OH50
- 2020 OJ50
- 2020 OK50
- 2020 OL50
- 2020 OM50
- 2020 ON50
- 2020 OO50
- 2020 OP50
- 2020 OQ50
- 2020 OR50
- 2020 OS50
- 2020 OT50
- 2020 OU50
- 2020 OV50
- 2020 OW50
- 2020 OX50
- 2020 OY50
- 2020 OZ50
- 2020 OA51
- 2020 OB51
- 2020 OC51
- 2020 OD51
- 2020 OE51
- 2020 OF51
- 2020 OG51
- 2020 OH51
- 2020 OJ51
- 2020 OK51
- 2020 OL51
- 2020 OM51
- 2020 ON51
- 2020 OO51
- 2020 OP51
- 2020 OQ51
- 2020 OR51
- 2020 OS51
- 2020 OT51
- 2020 OU51
- 2020 OV51
- 2020 OW51
- 2020 OX51
- 2020 OY51
- 2020 OZ51
- 2020 OA52
- 2020 OB52
- 2020 OC52
- 2020 OD52
- 2020 OE52
- 2020 OF52
- 2020 OG52
- 2020 OJ52
- 2020 OK52
- 2020 OL52
- 2020 OM52
- 2020 ON52
- 2020 OP52
- 2020 OQ52
- 2020 OR52
- 2020 OS52
- 2020 OT52
- 2020 OU52
- 2020 OV52
- 2020 OW52
- 2020 OX52
- 2020 OY52
- 2020 OZ52
- 2020 OA53
- 2020 OB53
- 2020 OC53
- 2020 OD53
- 2020 OE53
- 2020 OF53
- 2020 OG53
- 2020 OH53
- 2020 OJ53
- 2020 OK53
- 2020 OL53
- 2020 OM53
- 2020 ON53
- 2020 OP53
- 2020 OQ53
- 2020 OR53
- 2020 OS53
- 2020 OT53
- 2020 OU53
- 2020 OV53
- 2020 OW53
- 2020 OX53
- 2020 OZ53
- 2020 OA54
- 2020 OB54
- 2020 OC54
- 2020 OD54
- 2020 OE54
- 2020 OF54
- 2020 OG54
- 2020 OH54
- 2020 OJ54
- 2020 OK54
- 2020 OL54
- 2020 OM54
- 2020 ON54
- 2020 OO54
- 2020 OP54
- 2020 OQ54
- 2020 OR54
- 2020 OS54
- 2020 OT54
- 2020 OU54
- 2020 OV54
- 2020 OW54
- 2020 OX54
- 2020 OY54
- 2020 OZ54
- 2020 OA55
- 2020 OB55
- 2020 OC55
- 2020 OD55
- 2020 OE55
- 2020 OF55
- 2020 OH55
- 2020 OJ55
- 2020 OK55
- 2020 OL55
- 2020 OM55
- 2020 OO55
- 2020 OP55
- 2020 OQ55
- 2020 OR55
- 2020 OS55
- 2020 OT55
- 2020 OU55
- 2020 OV55
- 2020 OW55
- 2020 OX55
- 2020 OY55
- 2020 OZ55
- 2020 OA56
- 2020 OC56
- 2020 OD56
- 2020 OE56
- 2020 OF56
- 2020 OG56
- 2020 OH56
- 2020 OJ56
- 2020 OM56
- 2020 ON56
- 2020 OO56
- 2020 OP56
- 2020 OQ56
- 2020 OR56
- 2020 OS56
- 2020 OT56
- 2020 OU56
- 2020 OV56
- 2020 OW56
- 2020 OX56
- 2020 OY56
- 2020 OZ56
- 2020 OA57
- 2020 OB57
- 2020 OC57
- 2020 OD57
- 2020 OE57
- 2020 OF57
- 2020 OG57
- 2020 OH57
- 2020 OJ57
- 2020 OK57
- 2020 OM57
- 2020 ON57
- 2020 OO57
- 2020 OP57
- 2020 OQ57
- 2020 OR57
- 2020 OS57
- 2020 OT57
- 2020 OU57
- 2020 OV57
- 2020 OW57
- 2020 OX57
- 2020 OY57
- 2020 OZ57
- 2020 OA58
- 2020 OB58
- 2020 OC58
- 2020 OD58
- 2020 OE58
- 2020 OF58
- 2020 OG58
- 2020 OH58
- 2020 OJ58
- 2020 OK58
- 2020 OL58
- 2020 OM58
- 2020 ON58
- 2020 OP58
- 2020 OQ58
- 2020 OR58
- 2020 OS58
- 2020 OT58
- 2020 OU58
- 2020 OV58
- 2020 OW58
- 2020 OX58
- 2020 OY58
- 2020 OZ58
- 2020 OA59
- 2020 OB59
- 2020 OC59
- 2020 OD59
- 2020 OE59
- 2020 OF59
- 2020 OG59
- 2020 OH59
- 2020 OJ59
- 2020 OK59
- 2020 OL59
- 2020 OM59
- 2020 ON59
- 2020 OO59
- 2020 OP59
- 2020 OQ59
- 2020 OS59
- 2020 OT59
- 2020 OU59
- 2020 OV59
- 2020 OX59
- 2020 OY59
- 2020 OZ59
- 2020 OA60
- 2020 OB60
- 2020 OD60
- 2020 OE60
- 2020 OF60
- 2020 OG60
- 2020 OH60
- 2020 OJ60
- 2020 OL60
- 2020 OM60
- 2020 ON60
- 2020 OO60
- 2020 OP60
- 2020 OQ60
- 2020 OR60
- 2020 OS60
- 2020 OT60
- 2020 OU60
- 2020 OV60
- 2020 OW60
- 2020 OX60
- 2020 OY60
- 2020 OZ60
- 2020 OA61
- 2020 OB61
- 2020 OC61
- 2020 OD61
- 2020 OE61
- 2020 OF61
- 2020 OG61
- 2020 OH61
- 2020 OJ61
- 2020 OK61
- 2020 OL61
- 2020 OM61
- 2020 ON61
- 2020 OO61
- 2020 OP61
- 2020 OQ61
- 2020 OR61
- 2020 OS61
- 2020 OT61
- 2020 OV61
- 2020 OW61
- 2020 OY61
- 2020 OZ61
- 2020 OA62
- 2020 OB62
- 2020 OC62
- 2020 OD62
- 2020 OE62
- 2020 OF62
- 2020 OG62
- 2020 OH62
- 2020 OJ62
- 2020 OK62
- 2020 OL62
- 2020 OM62
- 2020 ON62
- 2020 OO62
- 2020 OP62
- 2020 OQ62
- 2020 OS62
- 2020 OT62
- 2020 OU62
- 2020 OW62
- 2020 OX62
- 2020 OY62
- 2020 OZ62
- 2020 OA63
- 2020 OB63
- 2020 OC63
- 2020 OD63
- 2020 OE63
- 2020 OF63
- 2020 OG63
- 2020 OH63
- 2020 OJ63
- 2020 OK63
- 2020 OL63
- 2020 OM63
- 2020 ON63
- 2020 OO63
- 2020 OP63
- 2020 OQ63
- 2020 OR63
- 2020 OU63
- 2020 OV63
- 2020 OW63
- 2020 OX63
- 2020 OZ63
- 2020 OB64
- 2020 OC64
- 2020 OD64
- 2020 OF64
- 2020 OG64
- 2020 OH64
- 2020 OJ64
- 2020 OL64
- 2020 OM64
- 2020 OO64
- 2020 OP64
- 2020 OR64
- 2020 OS64
- 2020 OT64
- 2020 OU64
- 2020 OV64
- 2020 OW64
- 2020 OX64
- 2020 OY64
- 2020 OZ64
- 2020 OA65
- 2020 OC65
- 2020 OD65
- 2020 OE65
- 2020 OF65
- 2020 OG65
- 2020 OH65
- 2020 OJ65
- 2020 OK65
- 2020 OL65
- 2020 OM65
- 2020 ON65
- 2020 OO65
- 2020 OP65
- 2020 OQ65
- 2020 OR65
- 2020 OS65
- 2020 OT65
- 2020 OU65
- 2020 OV65
- 2020 OW65
- 2020 OY65
- 2020 OZ65
- 2020 OB66
- 2020 OC66
- 2020 OD66
- 2020 OE66
- 2020 OF66
- 2020 OG66
- 2020 OH66
- 2020 OJ66
- 2020 OK66
- 2020 OL66
- 2020 OM66
- 2020 ON66
- 2020 OO66
- 2020 OP66
- 2020 OQ66
- 2020 OR66
- 2020 OS66
- 2020 OT66
- 2020 OU66
- 2020 OV66
- 2020 OW66
- 2020 OX66
- 2020 OY66
- 2020 OZ66
- 2020 OA67
- 2020 OB67
- 2020 OC67
- 2020 OD67
- 2020 OE67
- 2020 OF67
- 2020 OG67
- 2020 OH67
- 2020 OJ67
- 2020 OK67
- 2020 OL67
- 2020 OM67
- 2020 ON67
- 2020 OO67
- 2020 OP67
- 2020 OQ67
- 2020 OR67
- 2020 OS67
- 2020 OT67
- 2020 OU67
- 2020 OV67
- 2020 OW67
- 2020 OX67
- 2020 OY67
- 2020 OZ67
- 2020 OA68
- 2020 OB68
- 2020 OC68
- 2020 OD68
- 2020 OE68
- 2020 OF68
- 2020 OG68
- 2020 OH68
- 2020 OJ68
- 2020 OK68
- 2020 OL68
- 2020 OM68
- 2020 ON68
- 2020 OO68
- 2020 OP68
- 2020 OR68
- 2020 OS68
- 2020 OT68
- 2020 OU68
- 2020 OV68
- 2020 OW68
- 2020 OX68
- 2020 OY68
- 2020 OZ68
- 2020 OA69
- 2020 OC69
- 2020 OD69
- 2020 OF69
- 2020 OG69
- 2020 OH69
- 2020 OJ69
- 2020 OK69
- 2020 OL69
- 2020 OM69
- 2020 ON69
- 2020 OO69
- 2020 OP69
- 2020 OQ69
- 2020 OR69
- 2020 OS69
- 2020 OT69
- 2020 OU69
- 2020 OV69
- 2020 OW69
- 2020 OX69
- 2020 OY69
- 2020 OZ69
- 2020 OA70
- 2020 OB70
- 2020 OC70
- 2020 OD70
- 2020 OE70
- 2020 OF70
- 2020 OG70
- 2020 OH70
- 2020 OJ70
- 2020 OK70
- 2020 OL70
- 2020 OM70
- 2020 ON70
- 2020 OO70
- 2020 OP70
- 2020 OQ70
- 2020 OR70
- 2020 OS70
- 2020 OT70
- 2020 OU70
- 2020 OV70
- 2020 OW70
- 2020 OX70
- 2020 OY70
- 2020 OZ70
- 2020 OA71
- 2020 OB71
- 2020 OC71
- 2020 OD71
- 2020 OE71
- 2020 OF71
- 2020 OG71
- 2020 OH71
- 2020 OJ71
- 2020 OK71
- 2020 OL71
- 2020 OM71
- 2020 ON71
- 2020 OO71
- 2020 OP71
- 2020 OQ71
- 2020 OR71
- 2020 OS71
- 2020 OT71
- 2020 OU71
- 2020 OV71
- 2020 OW71
- 2020 OX71
- 2020 OY71
- 2020 OZ71
- 2020 OA72
- 2020 OB72
- 2020 OC72
- 2020 OD72
- 2020 OE72
- 2020 OF72
- 2020 OG72
- 2020 OH72
- 2020 OJ72
- 2020 OK72
- 2020 OL72
- 2020 OM72
- 2020 ON72
- 2020 OO72
- 2020 OP72
- 2020 OQ72
- 2020 OS72
- 2020 OT72
- 2020 OU72
- 2020 OV72
- 2020 OW72
- 2020 OX72
- 2020 OY72
- 2020 OZ72
- 2020 OA73
- 2020 OB73
- 2020 OC73
- 2020 OD73
- 2020 OE73
- 2020 OF73
- 2020 OG73
- 2020 OH73
- 2020 OJ73
- 2020 OK73
- 2020 OL73
- 2020 OM73
- 2020 ON73
- 2020 OO73
- 2020 OP73
- 2020 OQ73
- 2020 OS73
- 2020 OT73
- 2020 OU73
- 2020 OV73
- 2020 OW73
- 2020 OX73
- 2020 OY73
- 2020 OZ73
- 2020 OA74
- 2020 OB74
- 2020 OC74
- 2020 OD74
- 2020 OE74
- 2020 OF74
- 2020 OG74
- 2020 OH74
- 2020 OJ74
- 2020 OK74
- 2020 OL74
- 2020 OM74
- 2020 ON74
- 2020 OO74
- 2020 OP74
- 2020 OQ74
- 2020 OR74
- 2020 OS74
- 2020 OT74
- 2020 OU74
- 2020 OV74
- 2020 OW74
- 2020 OX74
- 2020 OY74
- 2020 OZ74
- 2020 OA75
- 2020 OB75
- 2020 OC75
- 2020 OD75
- 2020 OE75
- 2020 OF75
- 2020 OG75
- 2020 OH75
- 2020 OJ75
- 2020 OK75
- 2020 OL75
- 2020 OM75
- 2020 ON75
- 2020 OO75
- 2020 OQ75
- 2020 OR75
- 2020 OS75
- 2020 OT75
- 2020 OU75
- 2020 OV75
- 2020 OW75
- 2020 OX75
- 2020 OY75
- 2020 OZ75
- 2020 OA76
- 2020 OB76
- 2020 OC76
- 2020 OD76
- 2020 OE76
- 2020 OG76
- 2020 OH76
- 2020 OJ76
- 2020 OK76
- 2020 OL76
- 2020 OM76
- 2020 ON76
- 2020 OO76
- 2020 OP76
- 2020 OQ76
- 2020 OR76
- 2020 OS76
- 2020 OT76
- 2020 OU76
- 2020 OV76
- 2020 OW76
- 2020 OX76
- 2020 OY76
- 2020 OZ76
- 2020 OA77
- 2020 OB77
- 2020 OC77
- 2020 OD77
- 2020 OE77
- 2020 OF77
- 2020 OG77
- 2020 OH77
- 2020 OJ77
- 2020 OK77
- 2020 OL77
- 2020 OM77
- 2020 ON77
- 2020 OO77
- 2020 OP77
- 2020 OQ77
- 2020 OR77
- 2020 OS77
- 2020 OT77
- 2020 OU77
- 2020 OV77
- 2020 OX77
- 2020 OY77
- 2020 OZ77
- 2020 OA78
- 2020 OB78
- 2020 OD78
- 2020 OE78
- 2020 OF78
- 2020 OG78
- 2020 OH78
- 2020 OJ78
- 2020 OK78
- 2020 OL78
- 2020 OM78
- 2020 ON78
- 2020 OO78
- 2020 OP78
- 2020 OQ78
- 2020 OR78
- 2020 OS78
- 2020 OT78
- 2020 OU78
- 2020 OV78
- 2020 OW78
- 2020 OX78
- 2020 OY78
- 2020 OZ78
- 2020 OA79
- 2020 OB79
- 2020 OC79
- 2020 OD79
- 2020 OE79
- 2020 OF79
- 2020 OG79
- 2020 OH79
- 2020 OJ79
- 2020 OK79
- 2020 OL79
- 2020 OM79
- 2020 ON79
- 2020 OO79
- 2020 OP79
- 2020 OR79
- 2020 OS79
- 2020 OT79
- 2020 OU79
- 2020 OV79
- 2020 OW79
- 2020 OY79
- 2020 OZ79
- 2020 OA80
- 2020 OB80
- 2020 OD80
- 2020 OE80
- 2020 OF80
- 2020 OG80
- 2020 OH80
- 2020 OK80
- 2020 OM80
- 2020 ON80
- 2020 OO80
- 2020 OP80
- 2020 OQ80
- 2020 OR80
- 2020 OS80
- 2020 OT80
- 2020 OU80
- 2020 OV80
- 2020 OW80
- 2020 OX80
- 2020 OY80
- 2020 OZ80
- 2020 OA81
- 2020 OB81
- 2020 OC81
- 2020 OD81
- 2020 OE81
- 2020 OF81
- 2020 OH81
- 2020 OJ81
- 2020 OK81
- 2020 OL81
- 2020 OM81
- 2020 ON81
- 2020 OQ81
- 2020 OR81
- 2020 OU81
- 2020 OV81
- 2020 OW81
- 2020 OX81
- 2020 OY81
- 2020 OZ81
- 2020 OA82
- 2020 OB82
- 2020 OC82
- 2020 OD82
- 2020 OE82
- 2020 OG82
- 2020 OH82
- 2020 OJ82
- 2020 OK82
- 2020 OL82
- 2020 OM82
- 2020 ON82
- 2020 OO82
- 2020 OP82
- 2020 OQ82
- 2020 OR82
- 2020 OS82
- 2020 OT82
- 2020 OU82
- 2020 OV82
- 2020 OW82
- 2020 OX82
- 2020 OY82
- 2020 OZ82
- 2020 OA83
- 2020 OC83
- 2020 OD83
- 2020 OE83
- 2020 OF83
- 2020 OG83
- 2020 OH83
- 2020 OK83
- 2020 OL83
- 2020 ON83
- 2020 OO83
- 2020 OP83
- 2020 OQ83
- 2020 OS83
- 2020 OT83
- 2020 OU83
- 2020 OV83
- 2020 OX83
- 2020 OY83
- 2020 OZ83
- 2020 OA84
- 2020 OB84
- 2020 OC84
- 2020 OD84
- 2020 OE84
- 2020 OF84
- 2020 OG84
- 2020 OH84
- 2020 OJ84
- 2020 OK84
- 2020 OL84
- 2020 OM84
- 2020 ON84
- 2020 OO84
- 2020 OP84
- 2020 OQ84
- 2020 OR84
- 2020 OS84
- 2020 OT84
- 2020 OU84
- 2020 OV84
- 2020 OY84
- 2020 OA85
- 2020 OB85
- 2020 OC85
- 2020 OD85
- 2020 OE85
- 2020 OF85
- 2020 OG85
- 2020 OH85
- 2020 OJ85
- 2020 OK85
- 2020 OL85
- 2020 OM85
- 2020 ON85
- 2020 OO85
- 2020 OP85
- 2020 OQ85
- 2020 OR85
- 2020 OS85
- 2020 OT85
- 2020 OU85
- 2020 OV85
- 2020 OW85
- 2020 OX85
- 2020 OY85
- 2020 OZ85
- 2020 OA86
- 2020 OB86
- 2020 OC86
- 2020 OD86
- 2020 OE86
- 2020 OF86
- 2020 OG86
- 2020 OH86
- 2020 OJ86
- 2020 OK86
- 2020 OL86
- 2020 OM86
- 2020 ON86
- 2020 OO86
- 2020 OP86
- 2020 OR86
- 2020 OT86
- 2020 OU86
- 2020 OV86
- 2020 OX86
- 2020 OY86
- 2020 OZ86
- 2020 OA87
- 2020 OB87
- 2020 OC87
- 2020 OD87
- 2020 OE87
- 2020 OF87
- 2020 OG87
- 2020 OH87
- 2020 OJ87
- 2020 OK87
- 2020 OL87
- 2020 OM87
- 2020 ON87
- 2020 OO87
- 2020 OP87
- 2020 OQ87
- 2020 OR87
- 2020 OS87
- 2020 OT87
- 2020 OU87
- 2020 OV87
- 2020 OW87
- 2020 OX87
- 2020 OY87
- 2020 OZ87
- 2020 OA88
- 2020 OB88
- 2020 OC88
- 2020 OD88
- 2020 OE88
- 2020 OF88
- 2020 OG88
- 2020 OH88
- 2020 OJ88
- 2020 OK88
- 2020 OL88
- 2020 OM88
- 2020 ON88
- 2020 OO88
- 2020 OP88
- 2020 OQ88
- 2020 OR88
- 2020 OS88
- 2020 OT88
- 2020 OU88
- 2020 OV88
- 2020 OW88
- 2020 OX88
- 2020 OY88
- 2020 OZ88
- 2020 OA89
- 2020 OB89
- 2020 OC89
- 2020 OD89
- 2020 OE89
- 2020 OF89
- 2020 OG89
- 2020 OH89
- 2020 OJ89
- 2020 OK89
- 2020 OL89
- 2020 OM89
- 2020 ON89
- 2020 OO89
- 2020 OP89
- 2020 OQ89
- 2020 OR89
- 2020 OS89
- 2020 OT89
- 2020 OU89
- 2020 OV89
- 2020 OW89
- 2020 OX89
- 2020 OY89
- 2020 OZ89
- 2020 OA90
- 2020 OB90
- 2020 OC90
- 2020 OD90
- 2020 OE90
- 2020 OF90
- 2020 OG90
- 2020 OH90
- 2020 OJ90
- 2020 OK90
- 2020 OL90
- 2020 OM90
- 2020 ON90
- 2020 OO90
- 2020 OP90
- 2020 OQ90
- 2020 OR90
- 2020 OS90
- 2020 OT90
- 2020 OU90
- 2020 OV90
- 2020 OW90
- 2020 OX90
- 2020 OY90
- 2020 OZ90
- 2020 OC91
- 2020 OD91
- 2020 OE91
- 2020 OF91
- 2020 OG91
- 2020 OH91
- 2020 OJ91
- 2020 OK91
- 2020 OL91
- 2020 OM91
- 2020 ON91
- 2020 OO91
- 2020 OP91
- 2020 OQ91
- 2020 OR91
- 2020 OS91
- 2020 OT91
- 2020 OU91
- 2020 OV91
- 2020 OW91
- 2020 OX91
- 2020 OY91
- 2020 OZ91
- 2020 OA92
- 2020 OB92
- 2020 OC92
- 2020 OD92
- 2020 OE92
- 2020 OG92
- 2020 OH92
- 2020 OL92
- 2020 OM92
- 2020 ON92
- 2020 OO92
- 2020 OP92
- 2020 OQ92
- 2020 OR92
- 2020 OS92
- 2020 OT92
- 2020 OV92
- 2020 OW92
- 2020 OX92
- 2020 OY92
- 2020 OZ92
- 2020 OA93
- 2020 OB93
- 2020 OC93
- 2020 OD93
- 2020 OE93
- 2020 OF93
- 2020 OG93
- 2020 OH93
- 2020 OJ93
- 2020 OK93
- 2020 OL93
- 2020 OM93
- 2020 ON93
- 2020 OP93
- 2020 OQ93
- 2020 OR93
- 2020 OS93
- 2020 OT93
- 2020 OU93
- 2020 OV93
- 2020 OW93
- 2020 OX93
- 2020 OY93
- 2020 OZ93
- 2020 OA94
- 2020 OB94
- 2020 OC94
- 2020 OD94
- 2020 OE94
- 2020 OF94
- 2020 OG94
- 2020 OH94
- 2020 OJ94
- 2020 OK94
- 2020 OL94
- 2020 OM94
- 2020 OO94
- 2020 OP94
- 2020 OQ94
- 2020 OR94
- 2020 OS94
- 2020 OT94
- 2020 OU94
- 2020 OV94
- 2020 OW94
- 2020 OX94
- 2020 OY94
- 2020 OZ94
- 2020 OA95
- 2020 OB95
- 2020 OC95
- 2020 OD95
- 2020 OE95
- 2020 OF95
- 2020 OH95
- 2020 OJ95
- 2020 OK95
- 2020 OL95
- 2020 OM95
- 2020 ON95
- 2020 OO95
- 2020 OP95
- 2020 OQ95
- 2020 OR95
- 2020 OS95
- 2020 OT95
- 2020 OU95
- 2020 OV95
- 2020 OW95
- 2020 OY95
- 2020 OZ95
- 2020 OB96
- 2020 OC96
- 2020 OD96
- 2020 OE96
- 2020 OH96
- 2020 OJ96
- 2020 OK96
- 2020 OM96
- 2020 ON96
- 2020 OO96
- 2020 OP96
- 2020 OQ96
- 2020 OR96
- 2020 OS96
- 2020 OT96
- 2020 OU96
- 2020 OV96
- 2020 OW96
- 2020 OX96
- 2020 OY96
- 2020 OZ96
- 2020 OA97
- 2020 OB97
- 2020 OC97
- 2020 OD97
- 2020 OE97
- 2020 OF97
- 2020 OG97
- 2020 OH97
- 2020 OJ97
- 2020 OK97
- 2020 OL97
- 2020 OM97
- 2020 ON97
- 2020 OO97
- 2020 OP97
- 2020 OQ97
- 2020 OR97
- 2020 OS97
- 2020 OT97
- 2020 OU97
- 2020 OW97
- 2020 OX97
- 2020 OY97
- 2020 OZ97
- 2020 OA98
- 2020 OB98
- 2020 OC98
- 2020 OD98
- 2020 OE98
- 2020 OF98
- 2020 OG98
- 2020 OH98
- 2020 OJ98
- 2020 OK98
- 2020 OL98
- 2020 OM98
- 2020 ON98
- 2020 OO98
- 2020 OP98
- 2020 OQ98
- 2020 OR98
- 2020 OS98
- 2020 OT98
- 2020 OU98
- 2020 OV98
- 2020 OW98
- 2020 OX98
- 2020 OY98
- 2020 OZ98
- 2020 OA99
- 2020 OB99
- 2020 OC99
- 2020 OD99
- 2020 OE99
- 2020 OF99
- 2020 OG99
- 2020 OH99
- 2020 OJ99
- 2020 OK99
- 2020 OL99
- 2020 OM99
- 2020 ON99
- 2020 OO99
- 2020 OP99
- 2020 OQ99
- 2020 OS99
- 2020 OT99
- 2020 OU99
- 2020 OV99
- 2020 OW99
- 2020 OX99
- 2020 OY99
- 2020 OZ99
- 2020 OA100
- 2020 OB100
- 2020 OC100
- 2020 OD100
- 2020 OE100
- 2020 OF100
- 2020 OG100
- 2020 OJ100
- 2020 OK100
- 2020 OM100
- 2020 ON100
- 2020 OO100
- 2020 OP100
- 2020 OQ100
- 2020 OR100
- 2020 OS100
- 2020 OT100
- 2020 OU100
- 2020 OV100
- 2020 OW100
- 2020 OA101
- 2020 OB101
- 2020 OC101
- 2020 OD101
- 2020 OE101
- 2020 OF101
- 2020 OG101
- 2020 OH101
- 2020 OJ101
- 2020 OK101
- 2020 OL101
- 2020 OM101
- 2020 ON101
- 2020 OO101
- 2020 OP101
- 2020 OQ101
- 2020 OR101
- 2020 OS101
- 2020 OT101
- 2020 OU101
- 2020 OV101
- 2020 OW101
- 2020 OX101
- 2020 OZ101
- 2020 OB102
- 2020 OC102
- 2020 OD102
- 2020 OG102
- 2020 OH102
- 2020 OK102
- 2020 OL102
- 2020 OM102
- 2020 ON102
- 2020 OO102
- 2020 OP102
- 2020 OR102
- 2020 OT102
- 2020 OU102
- 2020 OV102
- 2020 OX102
- 2020 OY102
- 2020 OZ102
- 2020 OA103
- 2020 OC103
- 2020 OD103
- 2020 OF103
- 2020 OK103
- 2020 OL103
- 2020 OM103
- 2020 ON103
- 2020 OO103
- 2020 OP103
- 2020 OQ103
- 2020 OR103
- 2020 OS103
- 2020 OU103
- 2020 OV103
- 2020 OW103
- 2020 OX103
- 2020 OY103
- 2020 OZ103
- 2020 OA104
- 2020 OC104
- 2020 OD104
- 2020 OE104
- 2020 OF104
- 2020 OG104
- 2020 OH104
- 2020 OK104
- 2020 ON104
- 2020 OO104
- 2020 OP104
- 2020 OQ104
- 2020 OR104
- 2020 OS104
- 2020 OT104
- 2020 OU104
- 2020 OW104
- 2020 OX104
- 2020 OY104
- 2020 OC105
- 2020 OD105
- 2020 OF105
- 2020 OG105
- 2020 OH105
- 2020 OL105
- 2020 OM105
- 2020 ON105
- 2020 OO105
- 2020 OQ105
- 2020 OS105
- 2020 OT105
- 2020 OU105
- 2020 OV105
- 2020 OW105
- 2020 OX105
- 2020 OY105
- 2020 OZ105
- 2020 OA106
- 2020 OB106
- 2020 OC106
- 2020 OD106
- 2020 OE106
- 2020 OF106
- 2020 OH106
- 2020 OJ106
- 2020 OK106
- 2020 OL106
- 2020 OM106
- 2020 ON106
- 2020 OO106
- 2020 OP106
- 2020 OQ106
- 2020 OS106
- 2020 OT106
- 2020 OW106
- 2020 OX106
- 2020 OY106
- 2020 OZ106
- 2020 OA107
- 2020 OB107
- 2020 OC107
- 2020 OD107
- 2020 OE107
- 2020 OF107
- 2020 OG107
- 2020 OH107
- 2020 OJ107
- 2020 OL107
- 2020 OM107
- 2020 ON107
- 2020 OO107
- 2020 OP107
- 2020 OQ107
- 2020 OR107
- 2020 OS107
- 2020 OT107
- 2020 OU107
- 2020 OV107
- 2020 OW107
- 2020 OX107
- 2020 OY107
- 2020 OZ107
- 2020 OA108
- 2020 OB108
- 2020 OC108
- 2020 OD108
- 2020 OE108
- 2020 OF108
- 2020 OG108
- 2020 OH108
- 2020 OJ108
- 2020 OK108
- 2020 OL108
- 2020 OM108
- 2020 OO108
- 2020 OQ108
- 2020 OS108
- 2020 OU108
- 2020 OV108
- 2020 OW108
- 2020 OX108
- 2020 OY108
- 2020 OZ108
- 2020 OA109
- 2020 OB109
- 2020 OC109
- 2020 OD109
- 2020 OE109
- 2020 OF109
- 2020 OG109
- 2020 OH109
- 2020 OK109
- 2020 OL109
- 2020 OM109
- 2020 ON109
- 2020 OP109
- 2020 OQ109
- 2020 OR109
- 2020 OS109
- 2020 OT109
- 2020 OU109
- 2020 OV109
- 2020 OW109
- 2020 OX109
- 2020 OY109
- 2020 OZ109
- 2020 OA110
- 2020 OB110
- 2020 OC110
- 2020 OD110
- 2020 OE110
- 2020 OG110
- 2020 OH110
- 2020 OJ110
- 2020 OK110
- 2020 OL110
- 2020 OM110
- 2020 ON110
- 2020 OO110
- 2020 OP110
- 2020 OQ110
- 2020 OR110
- 2020 OS110
- 2020 OT110
- 2020 OU110
- 2020 OV110
- 2020 OW110
- 2020 OX110
- 2020 OY110
- 2020 OZ110
- 2020 OA111
- 2020 OB111
- 2020 OC111
- 2020 OD111
- 2020 OE111
- 2020 OF111
- 2020 OG111
- 2020 OH111
- 2020 OJ111
- 2020 OK111
- 2020 OM111
- 2020 ON111
- 2020 OO111
- 2020 OP111
- 2020 OR111
- 2020 OS111
- 2020 OT111
- 2020 OU111
- 2020 OV111
- 2020 OW111
- 2020 OX111
- 2020 OY111
- 2020 OZ111
- 2020 OA112
- 2020 OB112
- 2020 OC112
- 2020 OD112
- 2020 OE112
- 2020 OK112
- 2020 OL112
- 2020 OM112
- 2020 ON112
- 2020 OO112
- 2020 OP112
- 2020 OQ112
- 2020 OR112
- 2020 OS112
- 2020 OT112
- 2020 OU112
- 2020 OV112
- 2020 OW112
- 2020 OX112
- 2020 OY112
- 2020 OZ112
- 2020 OA113
- 2020 OB113
- 2020 OC113
- 2020 OD113
- 2020 OE113
- 2020 OF113
- 2020 OG113
- 2020 OH113
- 2020 OJ113
- 2020 OK113
- 2020 OL113
- 2020 OM113
- 2020 ON113
- 2020 OO113
- 2020 OP113
- 2020 OQ113
- 2020 OR113
- 2020 OS113
- 2020 OT113
- 2020 OU113
- 2020 OV113
- 2020 OW113
- 2020 OX113
- 2020 OY113
- 2020 OZ113
- 2020 OA114
- 2020 OB114
- 2020 OC114
- 2020 OD114
- 2020 OE114
- 2020 OF114
- 2020 OG114
- 2020 OH114
- 2020 OJ114
- 2020 OK114
- 2020 OL114
- 2020 OM114
- 2020 ON114
- 2020 OO114
- 2020 OP114
- 2020 OQ114
- 2020 OR114
- 2020 OS114
- 2020 OT114
- 2020 OU114
- 2020 OV114
- 2020 OW114
- 2020 OX114
- 2020 OY114
- 2020 OZ114
- 2020 OA115
- 2020 OB115
- 2020 OD115
- 2020 OE115
- 2020 OF115
- 2020 OG115
- 2020 OH115
- 2020 OJ115
- 2020 OK115
- 2020 OL115
- 2020 OM115
- 2020 ON115
- 2020 OO115
- 2020 OP115
- 2020 OQ115
- 2020 OR115
- 2020 OS115
- 2020 OT115
- 2020 OU115
- 2020 OV115
- 2020 OW115
- 2020 OX115
- 2020 OY115
- 2020 OZ115
- 2020 OA116
- 2020 OB116
- 2020 OC116
- 2020 OD116
- 2020 OE116
- 2020 OF116
- 2020 OG116
- 2020 OH116
- 2020 OJ116
- 2020 OK116
- 2020 OL116
- 2020 OM116
- 2020 ON116
- 2020 OO116
- 2020 OP116
- 2020 OQ116
- 2020 OR116
- 2020 OS116
- 2020 OT116
- 2020 OU116
- 2020 OV116
- 2020 OW116
- 2020 OX116
- 2020 OY116
- 2020 OZ116
- 2020 OA117
- 2020 OB117
- 2020 OC117
- 2020 OD117
- 2020 OE117
- 2020 OF117
- 2020 OG117
- 2020 OH117
- 2020 OJ117
- 2020 OK117
- 2020 OL117
- 2020 OM117
- 2020 ON117
- 2020 OO117
- 2020 OP117
- 2020 OQ117
- 2020 OR117
- 2020 OS117
- 2020 OT117
- 2020 OU117
- 2020 OV117
- 2020 OW117
- 2020 OX117
- 2020 OY117
- 2020 OZ117
- 2020 OA118
- 2020 OB118
- 2020 OC118
- 2020 OD118
- 2020 OE118
- 2020 OF118
- 2020 OG118
- 2020 OH118
- 2020 OJ118
- 2020 OK118
- 2020 OL118
- 2020 OM118
- 2020 ON118
- 2020 OO118
- 2020 OP118
- 2020 OQ118
- 2020 OR118
- 2020 OS118
- 2020 OT118
- 2020 OU118
- 2020 OV118
- 2020 OW118
- 2020 OX118
- 2020 OY118
- 2020 OZ118
- 2020 OA119
- 2020 OB119
- 2020 OC119
- 2020 OD119
- 2020 OE119
- 2020 OG119
- 2020 OH119
- 2020 OJ119
- 2020 OK119
- 2020 OL119
- 2020 OM119
- 2020 ON119
- 2020 OO119
- 2020 OP119
- 2020 OQ119
- 2020 OR119
- 2020 OS119
- 2020 OT119
- 2020 OU119
- 2020 OV119
- 2020 OW119
- 2020 OX119
- 2020 OY119
- 2020 OZ119
- 2020 OA120
- 2020 OB120
- 2020 OC120
- 2020 OD120
- 2020 OE120
- 2020 OF120
- 2020 OG120
- 2020 OH120
- 2020 OJ120
- 2020 OK120
- 2020 OL120
- 2020 OM120
- 2020 ON120
- 2020 OO120
- 2020 OP120
- 2020 OQ120
- 2020 OR120
- 2020 OS120
- 2020 OT120
- 2020 OU120
- 2020 OV120
- 2020 OW120
- 2020 OX120
- 2020 OY120
- 2020 OZ120
- 2020 OA121
- 2020 OB121
- 2020 OC121
- 2020 OD121
- 2020 OE121
- 2020 OF121
- 2020 OG121
- 2020 OH121
- 2020 OJ121
- 2020 OK121
- 2020 OL121
- 2020 OM121
- 2020 ON121
- 2020 OO121
- 2020 OP121
- 2020 OQ121
- 2020 OR121
- 2020 OS121
- 2020 OT121
- 2020 OU121
- 2020 OV121
- 2020 OW121
- 2020 OX121
- 2020 OY121
- 2020 OZ121
- 2020 OA122
- 2020 OB122
- 2020 OC122
- 2020 OD122
- 2020 OE122
- 2020 OF122
- 2020 OG122
- 2020 OH122
- 2020 OJ122
- 2020 OK122
- 2020 OL122
- 2020 OM122
- 2020 ON122
- 2020 OO122
- 2020 OP122
- 2020 OQ122
- 2020 OR122
- 2020 OS122
- 2020 OT122
- 2020 OU122
- 2020 OV122
- 2020 OW122
- 2020 OX122
- 2020 OY122
- 2020 OZ122
- 2020 OA123
- 2020 OB123
- 2020 OC123
- 2020 OD123
- 2020 OE123
- 2020 OF123
- 2020 OG123
- 2020 OH123
- 2020 OJ123
- 2020 OK123
- 2020 OL123
- 2020 OM123
- 2020 ON123
- 2020 OO123
- 2020 OP123
- 2020 OQ123
- 2020 OR123
- 2020 OS123
- 2020 OT123
- 2020 OU123
- 2020 OV123
- 2020 OW123
- 2020 OX123
- 2020 OY123
- 2020 OZ123
- 2020 OA124
- 2020 OB124
- 2020 OC124
- 2020 OD124
- 2020 OE124
- 2020 OF124
- 2020 OG124
- 2020 OH124
- 2020 OJ124
- 2020 OK124
- 2020 OL124
- 2020 OM124
- 2020 ON124
- 2020 OO124
- 2020 OP124
- 2020 OQ124
- 2020 OR124
- 2020 OS124
- 2020 OT124
- 2020 OU124
- 2020 OV124
- 2020 OW124
- 2020 OX124
- 2020 OY124
- 2020 OZ124
- 2020 OA125
- 2020 OB125
- 2020 OC125
- 2020 OD125
- 2020 OE125
- 2020 OF125
- 2020 OG125
- 2020 OH125
- 2020 OJ125
- 2020 OK125
- 2020 OL125
- 2020 OM125
- 2020 ON125
- 2020 OO125
- 2020 OP125
- 2020 OQ125
- 2020 OR125
- 2020 OS125
- 2020 OT125
- 2020 OU125
- 2020 OV125
- 2020 OW125
- 2020 OX125
- 2020 OZ125
- 2020 OA126
- 2020 OB126
- 2020 OC126
- 2020 OD126
- 2020 OE126
- 2020 OF126
- 2020 OG126
- 2020 OH126
- 2020 OJ126
- 2020 OK126
- 2020 OL126
- 2020 OM126
- 2020 ON126
- 2020 OO126
- 2020 OP126
- 2020 OQ126
- 2020 OR126
- 2020 OS126
- 2020 OT126
- 2020 OU126
- 2020 OV126
- 2020 OW126
- 2020 OX126
- 2020 OY126
- 2020 OZ126
- 2020 OA127
- 2020 OB127
- 2020 OC127
- 2020 OD127
- 2020 OE127
- 2020 OF127
- 2020 OG127
- 2020 OH127
- 2020 OJ127
- 2020 OK127
- 2020 OL127
- 2020 OM127
- 2020 ON127
- 2020 OO127
- 2020 OP127
- 2020 OQ127
- 2020 OR127
- 2020 OS127
- 2020 OT127
- 2020 OU127
- 2020 OV127
- 2020 OW127
- 2020 OX127
- 2020 OY127
- 2020 OZ127
- 2020 OA128
- 2020 OB128
- 2020 OD128
- 2020 OE128
- 2020 OF128
- 2020 OG128
- 2020 OH128
- 2020 OJ128
- 2020 OK128
- 2020 OL128
- 2020 OM128
- 2020 ON128
- 2020 OO128
- 2020 OP128
- 2020 OQ128
- 2020 OR128
- 2020 OS128
- 2020 OT128
- 2020 OU128
- 2020 OV128
- 2020 OW128
- 2020 OX128
- 2020 OY128
- 2020 OZ128
- 2020 OA129
- 2020 OB129
- 2020 OC129
- 2020 OD129
- 2020 OE129
- 2020 OF129
- 2020 OG129
- 2020 OH129
- 2020 OJ129
- 2020 OK129
- 2020 OL129
- 2020 OM129
- 2020 ON129
- 2020 OO129
- 2020 OP129
- 2020 OQ129
- 2020 OR129
- 2020 OS129
- 2020 OT129
- 2020 OV129
- 2020 OZ129
- 2020 OA130
- 2020 OB130
- 2020 OC130
- 2020 OD130
- 2020 OE130
- 2020 OF130
- 2020 OG130
- 2020 OH130
- 2020 OK130
- 2020 OL130
- 2020 OM130
- 2020 ON130
- 2020 OO130
- 2020 OP130
- 2020 OQ130
- 2020 OR130
- 2020 OS130
- 2020 OT130
- 2020 OU130
- 2020 OV130
- 2020 OW130
- 2020 OX130
- 2020 OY130
- 2020 OZ130
- 2020 OA131
- 2020 OB131
- 2020 OC131
- 2020 OD131
- 2020 OE131
- 2020 OF131
- 2020 OG131
- 2020 OH131
- 2020 OJ131
- 2020 OK131
- 2020 OL131
- 2020 OM131
- 2020 ON131
- 2020 OO131
- 2020 OP131
- 2020 OQ131
- 2020 OR131
- 2020 OS131
- 2020 OT131
- 2020 OU131
- 2020 OV131
- 2020 OW131
- 2020 OX131
- 2020 OY131
- 2020 OZ131
- 2020 OA132
- 2020 OB132
- 2020 OC132
- 2020 OD132
- 2020 OE132
- 2020 OF132
- 2020 OG132
- 2020 OH132
- 2020 OJ132
- 2020 OK132
- 2020 OL132
- 2020 OM132
- 2020 ON132
- 2020 OO132
- 2020 OQ132
- 2020 OR132
- 2020 OS132
- 2020 OT132
- 2020 OU132
- 2020 OV132
- 2020 OW132
- 2020 OX132
- 2020 OY132
- 2020 OZ132
- 2020 OA133
- 2020 OB133
- 2020 OC133
- 2020 OD133
- 2020 OE133
- 2020 OF133
- 2020 OG133
- 2020 OH133
- 2020 OJ133
- 2020 OK133
- 2020 OL133
- 2020 OM133
- 2020 ON133
- 2020 OO133
- 2020 OP133
- 2020 OQ133
- 2020 OR133
- 2020 OS133
- 2020 OT133
- 2020 OU133
- 2020 OV133
- 2020 OW133
- 2020 OX133
- 2020 OY133
- 2020 OZ133
- 2020 OA134
- 2020 OB134
- 2020 OC134
- 2020 OD134
- 2020 OE134
- 2020 OF134
- 2020 OG134
- 2020 OH134
- 2020 OJ134
- 2020 OK134
- 2020 OL134
- 2020 OM134
- 2020 ON134
- 2020 OO134
- 2020 OP134
- 2020 OQ134
- 2020 OR134
- 2020 OS134
- 2020 OU134
- 2020 OV134
- 2020 OW134
- 2020 OX134
- 2020 OY134
- 2020 OZ134
- 2020 OA135
- 2020 OB135
- 2020 OC135
- 2020 OD135
- 2020 OE135
- 2020 OF135
- 2020 OG135
- 2020 OH135
- 2020 OJ135
- 2020 OK135
- 2020 OL135
- 2020 OM135
- 2020 ON135
- 2020 OO135
- 2020 OP135
- 2020 OQ135
- 2020 OR135
- 2020 OS135
- 2020 OT135
- 2020 OU135
- 2020 OV135
- 2020 OW135
- 2020 OX135
- 2020 OY135
- 2020 OZ135
- 2020 OA136
- 2020 OB136
- 2020 OC136
- 2020 OD136
- 2020 OE136
- 2020 OF136
- 2020 OG136
- 2020 OH136
- 2020 OJ136
- 2020 OK136
- 2020 OL136
- 2020 OM136
- 2020 ON136
- 2020 OO136
- 2020 OP136
- 2020 OQ136
- 2020 OR136
- 2020 OS136
- 2020 OT136
- 2020 OU136
- 2020 OV136
- 2020 OW136
- 2020 OX136
- 2020 OY136
- 2020 OZ136
- 2020 OA137
- 2020 OB137
- 2020 OC137
- 2020 OD137
- 2020 OE137
- 2020 OF137
- 2020 OG137
- 2020 OH137
- 2020 OJ137
- 2020 OK137
- 2020 OL137
- 2020 OM137
- 2020 ON137
- 2020 OO137
- 2020 OP137
- 2020 OQ137
- 2020 OR137
- 2020 OS137
- 2020 OT137
- 2020 OU137
- 2020 OV137
- 2020 OW137
- 2020 OX137
- 2020 OY137
- 2020 OZ137
- 2020 OA138
- 2020 OB138
- 2020 OC138
- 2020 OD138
- 2020 OE138
- 2020 OF138
- 2020 OH138
- 2020 OJ138
- 2020 OK138
- 2020 OL138
- 2020 OM138
- 2020 ON138
- 2020 OO138
- 2020 OP138
- 2020 OQ138
- 2020 OR138
- 2020 OS138
- 2020 OT138
- 2020 OU138
- 2020 OV138
- 2020 OW138
- 2020 OX138
- 2020 OY138
- 2020 OZ138
- 2020 OA139
- 2020 OB139
- 2020 OC139
- 2020 OD139
- 2020 OE139
- 2020 OG139
- 2020 OH139
- 2020 OJ139
- 2020 OK139
- 2020 OL139
- 2020 OM139
- 2020 ON139
- 2020 OO139
- 2020 OP139
- 2020 OQ139
- 2020 OS139
- 2020 OT139
- 2020 OU139
- 2020 OV139
- 2020 OW139
- 2020 OX139
- 2020 OY139
- 2020 OZ139
- 2020 OA140
- 2020 OB140
- 2020 OC140
- 2020 OD140
- 2020 OE140
- 2020 OG140
- 2020 OH140
- 2020 OJ140
- 2020 OK140
- 2020 OL140
- 2020 OM140
- 2020 ON140
- 2020 OO140
- 2020 OP140
- 2020 OQ140
- 2020 OR140
- 2020 OS140
- 2020 OT140
- 2020 OU140
- 2020 OV140
- 2020 OW140
- 2020 OX140
- 2020 OY140
- 2020 OZ140
- 2020 OA141
- 2020 OB141
- 2020 OC141
- 2020 OD141
- 2020 OE141
- 2020 OF141
- 2020 OG141
- 2020 OH141
- 2020 OJ141
- 2020 OK141
- 2020 OL141
- 2020 OM141
- 2020 ON141
- 2020 OO141
- 2020 OP141
- 2020 OQ141
- 2020 OR141
- 2020 OS141
- 2020 OT141
- 2020 OU141
- 2020 OV141
- 2020 OW141
- 2020 OX141
- 2020 OY141
- 2020 OZ141